# 政治经济学和税收原理
《政治经济学和税收原理》（英語：On the Principles of Political Economy and Taxation），是李嘉图的经济学著作。这部书包括了经济学上的 土地收益随着人口而增长。书中也明确提出了比较优势原理，因此证明国家都能通过自由贸易获利，即便是没有绝对优势的时候也是如此。